# Хејмир Халгримсон
Хејмир Халгримсон (исл. ‎‎Heimir Hallgrímsson; Вестманаејјар, 10. јун 1967) некадашњи је исландски фудбалер, а сада фудбалски тренер. По професији је доктор стоматологије.

## Играчка каријера
Целокупну играчку каријеру Халгримсон је провео играјући у исландским клубова, а највише наступа као професионалац остварио је у дресу Вестманаејара, клуба у ком је и започео играчку каријеру 1986. године. У периоду 1996−2007. играо је за аматерске клубове из свог родног града. 

## Тренерска каријера
Тренерским послом почео је да се бави још као играч, тренирајући 1993. женски тим Хетура (паралелно је играо за мушки тим истог клуба). Потом је тренирао женски састав Вестманаеје, освојивши са екипом друго место у националном првенству, те два друга места у националном купу, а затим је тренирао и мушку екипу Вестманаејара. 
У октобру 2011. постављен је на место помоћника Ларса Лагербека, тадашњег селектора сениорске репрезентације Исланда. Две године касније заједно са Лагербеком постаје један од два главна тренера репрезентације. Као главни тренер водио је селекцију Исланда на Европском првенству 2016. у Француској, где су исланђани пласманом у четвртфинале такмичења остварили историјски успех.
Две године касније успео је да квалификује тим и на Светско првенство 2018. у Русији, поставши тако првим исландским селектором који је успео да се са репрезентацијом квалификује на два велика такмичења у низу. Након светског првенства поднео је оставку на место селектора репрезентације. 